# پووالیخا
پووالیخا (به لاتین: Povalikha) یک منطقهٔ مسکونی در روسیه است که در سرزمین آلتای واقع شده‌است.